# Губернаторский дом (Ярославль)
Губернаторский дом — резиденция ярославских губернаторов, построенная в 1820-е годы по проекту ярославского губернского архитектора П. Я. Панькова. В настоящее время в этом здании находится Ярославский художественный музей.

## История
Губернаторский дом был построен по велению Александра I как императорский путевой дворец. Строительство усадьбы было произведено за один год за счёт казны под присмотром ярославского губернатора. С момента постройки использовалась как официальная резиденция губернаторов. Все русские правители, от Александра I до Николая II, посещали губернаторский дом.
В губернаторском доме жили и работали 17 губернаторов, начиная с Александра Михайловича Безобразова и заканчивая Николаем Леонидовичем Оболенским.
С 1970 года в бывшем губернаторском доме расположен Ярославский художественный музей, признававшийся в 1996 году лучшим провинциальным музеем России.

## Архитектура

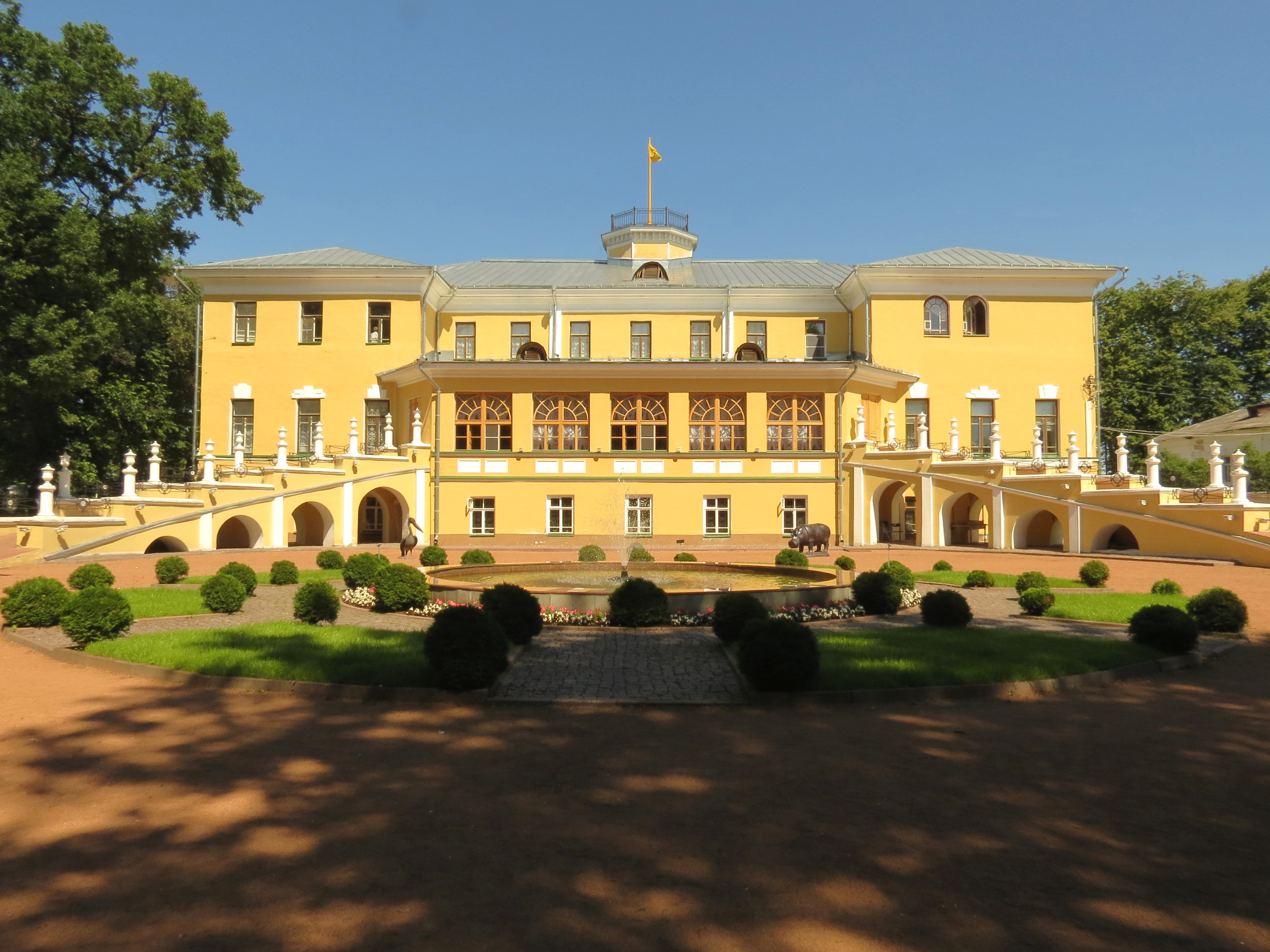
Губернаторский дом со стороны Губернаторского сада

Первоначально резиденция губернатора представляла собой центральное трехэтажное здание, два двухэтажных флигеля, хозяйственные постройки и сад, выходящий на Ильинскую площадь. Фасад главного дома, выходящий на набережную Волги, выдержан в строгом стиле, а фасад, выходящий в парк, снабжён пандусами и выглядит не так официально.
Гармоничным продолжением интерьеров дома является Губернаторский парк. Это один из самых старых парков в Ярославле. Он был заложен одновременно с началом строительства дома, в 1820-е годы. Из окон веранды открывается вид на партерную часть парка. Геометрически правильная планировка, прямые аллеи - признак регулярного (французского) парка. От фонтана начинается главная аллея парка. Она служила не только для прогулок, по ней въезжали экипажи со стороны Ильинской (ныне Советской) площади. От главной аллеи расходятся извилистые дорожки вглубь парка: это характерно для пейзажного (английского) парка. После 1917 года сад пришел в крайнее запущение. В 1930-е годы его территория использовалась для складирования дров и содержания псарен. Сад начали возрождать после Великой Отечественной войы, в 1950-е годы, в нем разместились детские аттракционы и игротеки, но при этом была сильно искажена первоначальная пейзажная планировка. Первую научную реконструкцию в саду осуществили в 1990-е годы. 
В 1860 году главный корпус усадьбы был перестроен, а его фасад оформлен в стиле позднего классицизма. В 1866 году на месте северного филигеля была установлена ограда, а южный флигель позже подвергся оформлению в стиле поздней классики.
В 2009—2010 годах была проведена реконструкция музея, в ходе которой рядом с главным входом в центральное здание была обнаружена арка от несохранившегося подземного хода, ведущего от губернаторского дома в грот на нижней набережной Волги, располагавшийся под смотровой площадкой на верхней набережной.